# Actor no estatal
En las relaciones internacionales, los actores no estatales son individuos o grupos que ejercen influencia y que son total o parcialmente independientes de un estado soberano.
Los intereses, la estructura y la influencia de los actores no estatales varían ampliamente. Por ejemplo, entre los actores no estatales se encuentran corporaciones, organizaciones de medios, magnates empresariales, movimientos de liberación popular, grupos de presión, grupos religiosos, agencias de ayuda y actores violentos no estatales como las fuerzas paramilitares.

## Tipos
Entre las clases comunes e influyentes de actores no estatales se encuentran las siguientes:
- Los magnates de los negocios son individuos que poseen una gran riqueza y que a menudo buscan influir en los asuntos nacionales e internacionales. Ejemplos son Warren Buffett y Bill Gates.
- Las corporaciones, que incluyen corporaciones multinacionales, son empresas autorizadas para actuar como entidades individuales (personas jurídicas) y están reconocidas como tales en la ley. Incluyen empresas muy grandes que operan a nivel transnacional, como The Coca-Cola Company, McDonald's, General Motors, Adidas, Huawei, Renault, Samsung, Nestlé y Toyota.

- Las organizaciones autónomas descentralizadas, a veces conocidas como corporaciones autónomas descentralizadas, operan de acuerdo con reglas codificadas como programas informáticos llamados contratos inteligentes.[2] La criptomoneda Bitcoin es un ejemplo de organización autónoma descentralizada que, a partir de 2018, ha crecido hasta convertirse en una entidad económicamente influyente.
- Las agencias de medios internacionales, que también suelen ser corporaciones, informan sobre la situación social y política en países de todo el mundo y, por lo tanto, pueden ser muy influyentes como las actores no estatales. Ejemplos de dichas agencias son AFP, EFE, Reuters, AP, RIA Novosti y Xinhua.

- Las organizaciones no gubernamentales (ONG) generalmente son organizaciones sin fines de lucro que buscan efectuar cambios en áreas humanitarias, educativas, ecológicas, de salud, políticas públicas, sociales, de derechos humanos, ambientales y otras. Ejemplos de ONG son Greenpeace, Cruz Roja, Amnistía Internacional, Human Rights Watch y WWF. Los embajadores de buena voluntad o los trabajadores de ayuda humanitaria que participan en misiones de ONG en el extranjero también pueden considerarse actores no estatales.

- Los movimientos populares son movimientos de masas que se vuelven influyentes con el tamaño y la longevidad. Los ejemplos incluyen los movimientos que surgieron durante la Primavera Árabe de 2011.
- Los grupos religiosos suelen participar en asuntos políticos a nivel internacional. Por ejemplo, los cuáqueros, como una iglesia de paz, operan oficinas en las Naciones Unidas.[3] Otro ejemplo es Estado Islámico, que es un grupo religioso y un actor no estatal violento.
- Las comunidades transnacionales de la diáspora son comunidades étnicas o nacionales que comúnmente buscan traer cambios sociales y políticos a sus países de origen y sus países adoptivos. La diáspora israelí es un ejemplo.
- Las asociaciones no incorporadas, las sociedades secretas y las organizaciones cívicas desconocidas o no reconocidas por el estado o el gobierno pueden considerarse actores no estatales.
- Las naciones y pueblos no representados incluyen muchos pueblos indígenas y sociedades del cuarto mundo.
- Los actores violentos no estatales son grupos armados, incluidos grupos como Estado Islámico u organizaciones criminales, por ejemplo, carteles del narcotráfico.
- Los ciudadanos del mundo pueden ser considerados actores no estatales si están activos en movimientos o causas sociales activas fuera de su propio país.

## Efectos sobre el modelo estatal
La proliferación de actores no estatales en la era posterior a la Guerra Fría ha sido uno de los factores que llevaron al paradigma de la telaraña en la política internacional. Bajo este paradigma, el Estado-nación tradicional de Westfalia experimenta una erosión del poder y la soberanía, y los actores no estatales son parte de la causa. Facilitados por la globalización, los actores no estatales desafían las fronteras entre naciones y las demandas de soberanía. Las empresas multinacionales no siempre simpatizan con los intereses nacionales, sino que son leales a los intereses de la corporación. Los actores no estatales desafían la soberanía del Estado-nación sobre asuntos internos mediante la defensa de los problemas sociales, por ejemplo, los derechos humanos y el medio ambiente.
Los actores armados no estatales operan sin control estatal y están involucrados en conflictos internos y transfronterizos. La actividad de tales grupos en conflictos armados agrega capas de complejidad a la gestión y resolución de conflictos tradicionales. Estos conflictos a menudo se libran no solo entre actores no estatales y estados, sino también entre múltiples grupos de actores no estatales. Las intervenciones en tales conflictos son particularmente desafiantes dado el hecho de que el derecho internacional y las normas que rigen el uso de la fuerza para fines de intervención o mantenimiento de la paz se escribieron principalmente en el contexto del Estado-nación.

## Papel
Los actores no estatales pueden ayudar a construir opiniones en asuntos internacionales, como el Consejo de Derechos Humanos. Las organizaciones internacionales formales también pueden depender de actores no estatales, en particular las ONG en forma de socios implementadores en el contexto nacional.
Los actores no estatales son agentes fundamentales para ayudar a alcanzar los objetivos de desarrollo tanto nacionales como internacionales, como los relacionados con el cambio climático. Las acciones de actores no estatales contribuyen significativamente a llenar el vacío de emisiones de gases de efecto invernadero dejado por políticas climáticas nacionales poco ambiciosas o mal ejecutadas.
Otro ejemplo que muestra la importancia de los actores no estatales en la construcción de la paz es la contribución de ICBL (Campaña internacional para prohibir las minas terrestres) a la prohibición internacional del uso de minas terrestres. ICBL es una red global de ONG que ha operado en más de 90 países desde 1992. Su objetivo principal es hacer un mundo libre de minas antipersonales. Su apasionada publicidad atractiva para la cooperación global llevó a la Princesa Diana a convertirse en una ardiente defensora. Juntos llevaron el tema a la Asamblea General de las Naciones Unidas. Los esfuerzos de ICBL llevaron a la comunidad internacional a instar a los estados a ratificar el Tratado de Ottawa en 1997, y su contribución fue reconocida y elogiada ya que recibió el Premio Nobel de la Paz en el mismo año.